# دالي بروكمان ديفيس
دالي بروكمان ديفيس (بالإنجليزية: Dale Brockman Davis)‏ هو فنان أمريكي، ولد في 11 نوفمبر 1945 في توسكيجي في الولايات المتحدة.